# Moritzbrunn
Moritzbrunn ist ein Gutshof bei Ochsenfeld, Gemeinde Adelschlag im bayerischen Landkreis Eichstätt. Die ehemalige Komturei des Templerordens liegt im Naturpark Altmühltal.

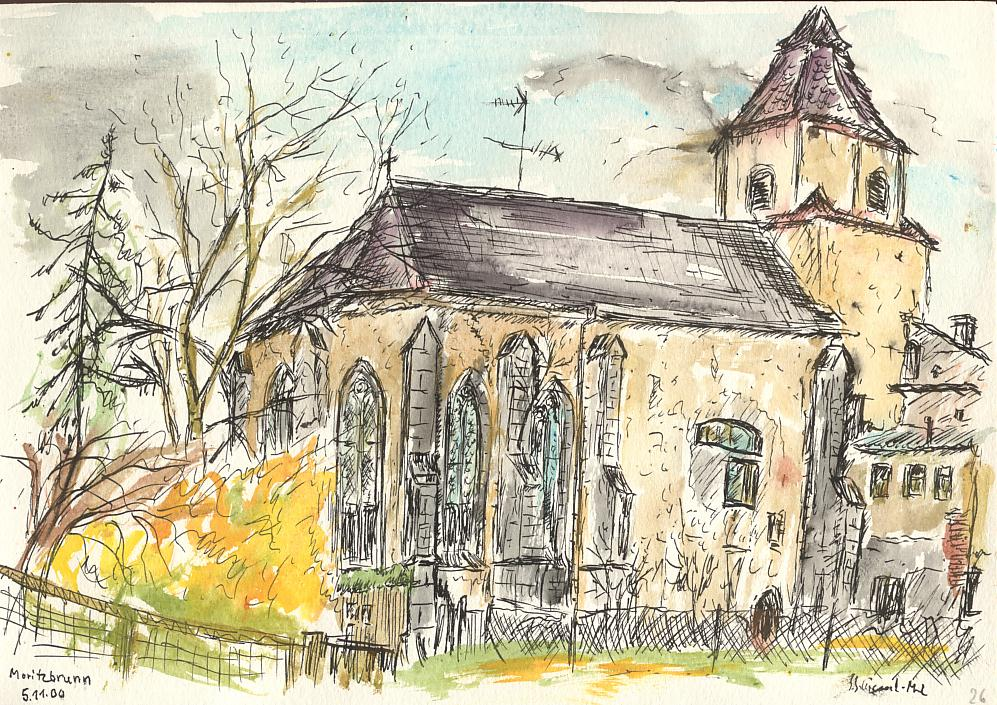
Moritzbrunn. Kolorierte Tuschfederzeichnung von Siegfried Schieweck-Mauk, Eichstätt

## Lage
Der Gutshof liegt inmitten von Feldern etwa vier Kilometer südlich von Eichstätt an der Straße Adelschlag–Ochsenfeld. Ca. 500 Meter nördlich führt die Bahnstrecke München–Treuchtlingen vorbei.

## Geschichte
In der Nähe wurden Hügelgräber gefunden.
Ursprünglich hieß der Gutshof „Mousprunnen“ (1182) oder „Moosprunn“ (1315) oder „Mo(o)sbrunn/Mossbrunn“ (bis 1545), von althochdeutsch mos(Sumpfland). Erstmals ist er unter dem Eichstätter Bischof Egelolf (reg. 1177–82) 1182 genannt. Hier saß das Geschlecht der Mosprunner, das nach Weißenburg übersiedelte. Spätestens ab der Mitte des 13. Jahrhunderts bestand dort eine Komturei des Templerordens: 1251 teilten sich die Templer mit dem Benediktinerkloster St. Mang (Füssen) Besitzungen im schwäbischen Dietmannsried, verwaltet von dem Prokurator Konrad in Moosbrunn; 1289 wurde dieses Gut von Wildgraf Friedrich, dem Tempelherrenmeister in Deutschland und im Slavenland, an das Prämonstratenserstift Steingaden verkauft. Noch im 13. Jahrhundert errichtete die Komturei Moosbrunn eine Kirche. In Eichstätt hatte die Komturei vor der Brücke beim Heilig-Geist-Spital einen eigenen, den Moosprunner Hof (1342 im Besitz des Spitals, 1345 des Klosters Rebdorf). Besitzungen der Komturei lassen sich auch in Teisingen bei Neumarkt-Sankt Veit, Wittenfeld, Meilenhofen, Pietenfeld, Hessenlohe und Leisacker nachweisen; Adelheid von Wellheim, deren Mann dem Templerorden beigetreten war, erhielt ihren Besitz in Wittenfeld und Meilenhofen vom Templerorden 1308 oder 1311 zurück.
Nach Aufhebung des Templerordens auf dem Konzil von Vienne (1312) kam die Komturei am 29. Oktober 1315 unter dem Johanniterbruder Albert von Katzenstein an den Johanniterorden, wurde aber schon sieben Jahre später, am 14. Juni 1322, vom Eichstätter Bischof Marquard I. von Hagel (reg. 1322–24) aufgekauft. 1455 übergab ihn der Lehensmann Hans von Buttendorf an das Heilig-Geist-Spital in Eichstätt.
Um 1540 brannte der Hof mit der Kirche nieder und wurde 1545 durch Bischof Moritz von Hutten (reg. 1539–52) für das Hochstift Eichstätt erworben und neu erbaut; seitdem heißt der Hof nach ihm Moritzbrunn. 1741 baute der fürstbischöfliche Hofmaurermeister Giovanni Domenico Barbieri neue Stallungen und an der Kirche, 1746 neue Ställe und Scheunen. Vielleicht wurde bereits in dieser Zeit in das Herrenhaus die Westfassade der frühgotischen Kirche miteingebaut.
Nach der Säkularisation 1802–06 kam der Hof an das fürstliche Haus von Thurn und Taxis, 1817 an den Herzog von Leuchtenberg und 1855 an den bayerischen Staat. 1855 wurde der Hof versteigert und 1875 vom Fürsten von Hohenlohe-Langenburg aufgekauft, der das Anwesen ein Jahr später an Georg Puth verpachtete. Karl Puth kaufte den Gutshof 1903.
Der nahe Tempelhof war wahrscheinlich in Besitz der Komturei Moosbrunn.

## Ehemalige Kirche

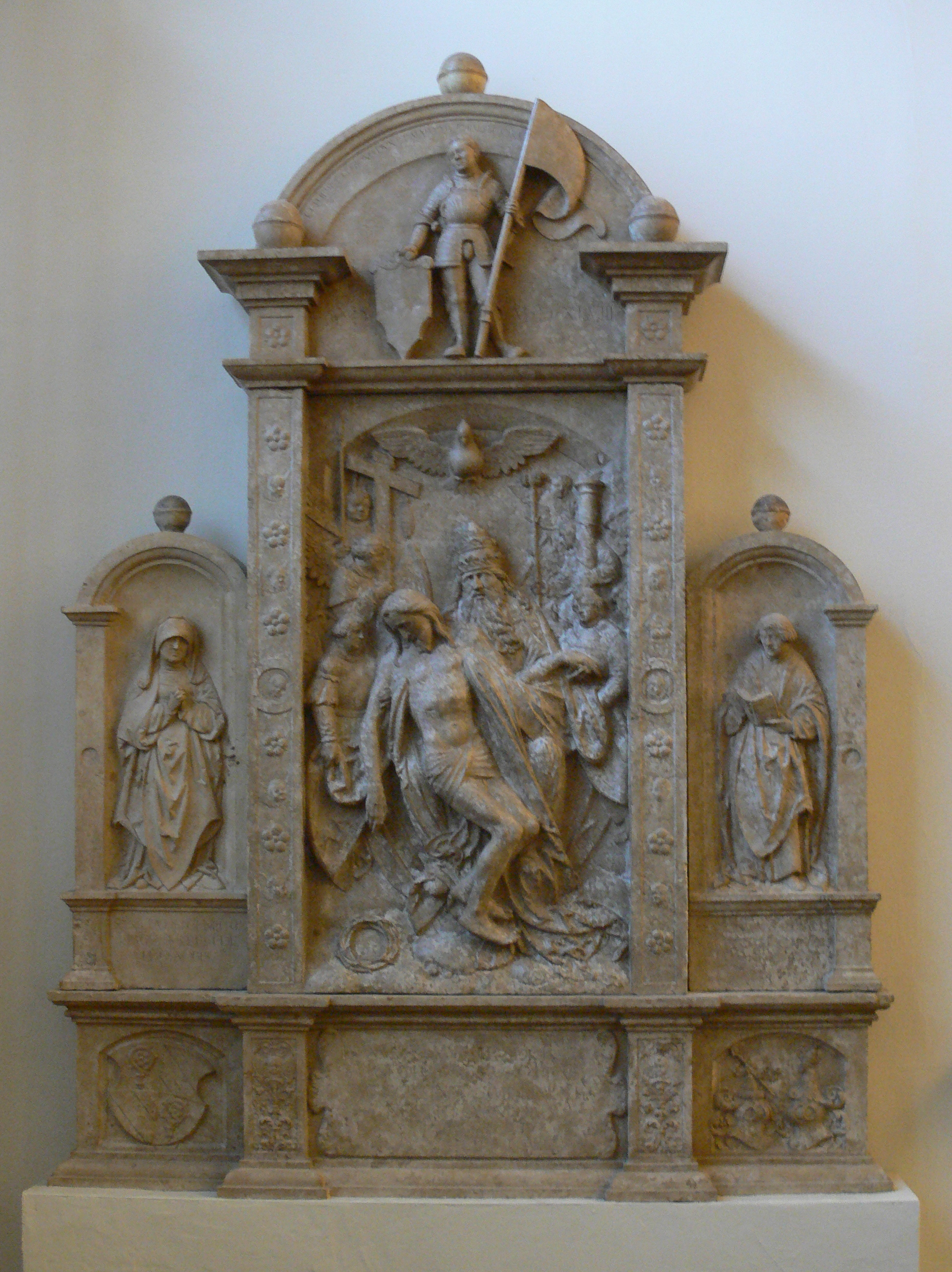
Moritzbrunner Altar im Bayerischen Nationalmuseum

Die frühgotische Kirche ist heute profaniert und mit einer Zwischendecke unterteilt; aus der Erbauungszeit ist noch eine Sakramentsnische vorhanden. 1480 hatte die „in den Kriegen verwüstete“ Kirche ein Liebfrauenpatrozinium und wurde vom Spitalmeister in Eichstätt versehen. Am 23. September 1545 weihte Moritz von Hutten die Kirche von neuem, und zwar seinem Namenspatron, dem hl. Mauritius. Der Turmabschluss mit Mansardhelm wurde in der Barockzeit 1740 von Giovanni Domenico Barbieri vermutlich nach Plänen von Gabriel de Gabrieli gebaut. Ein ehemaliger Seitenaltar mit einer Gnadenstuhl-Darstellung, vom Bildhauer Loy Hering geschaffen und 1548 aufgestellt, befindet sich seit 1884 im Bayerischen Nationalmuseum München.